# سفر گناه (فیلم)
سفر گناه (به انگلیسی: The Guilt Trip) فیلمی در ژانر جاده‌ای کمدی محصول سال ۲۰۱۲ آمریکا به کارگردانی آنه فلچر است و بازیگرانی همچون ست روگن، باربارا استرایسند و آری گرینر در این فیلم ایفای نقش کرده‌اند.

## داستان
اندرو برستر (ست روگن) یک فارغ‌التحصیل رشته شیمی است که به دنبال کار می‌گردد. مادرش داستان عشق خود به فردی به نام اندرو مارگلیوس را برای پسرش تعریف کرده‌است.
او تصمیم می‌گیرد تا برای جستجوی کار به سانفرانسیسکو برود و به مادرش جویسی بروستر(باربارا استرایسند) پیشنهاد می‌دهد تا او را در این سفر از نیوجرسی به سانفرانسیسکو همراهی کند. مادرش همراه او به سفر می‌رود اما پس از رسیدن به لاس وگاس پس به مادرش می‌گوید جایی که او باید در مصاحبه شغلی شرکت کند لاس وگاس است و هدف از رفتن به سانفرانسیسکو ملاقات بااندرو مارگلیوس می‌باشد که نشانی او را از اینترنت پیدا کرده.
آن‌ها پس از رسیدن به سانفرانسیسکو و ملاقات با اندرو مارگلیوس متوجه می‌شوند این فرد پسر فرد موردنظر آنهاست که همنام با پدرش می‌باشد و اندرو مارگلیوس ۵ سال قبل فوت کرده‌است و…

## بازیگران
- باربارا استرایسند
- ست روگن
- آری گرینر
- آدام اسکات
- کیسی ویلسون
- کالین هنکس
- ایوان استراهاوسکی
- جف کوبر
- میریام مارگولیس
- کتی ناجیمی
- دیل دیکی
- نورا دان
- براندن کینر
- دنی پودی